# Rhaphium fasciatum
Rhaphium fasciatum är en tvåvingeart som beskrevs av Johann Wilhelm Meigen 1824. Rhaphium fasciatum ingår i släktet Rhaphium och familjen styltflugor. Arten är reproducerande i Sverige. Inga underarter finns listade i Catalogue of Life.